# Стрингер (журналистика)
Стрингер — журналист-фрилансер или внештатный репортер, который сотрудничает с одним или несколькими информационными и новостными агентствами в индивидуальном порядке. В современном понятии стрингером может стать любой очевидец, проявивший инициативу и предоставивший фото- или видеоматериал.
В журналистском контексте этимология слова неясна. Говорят, когда-то газеты платили журналистам-фрилансерам за длину присланного ими текста, и что они использовали нить ("string") для измерения длины и выставления счетов за проделанную работу. Согласно Оксфордскому словарю английского языка, стрингер — это человек, который связывает слова вместе.
В большинстве случаев стрингеры являются независимыми фотокорреспондентами и телерепортёрами и поставляют аудио-, фото- и видеоматериал. Как правило, они освещают важные события или ведут репортажи из опасных зон, где произошли теракты, стихийные бедствия, война и пр.
Однако это могут быть и интервью или описание событий из труднодоступных для штатных репортеров мест.

Задача стрингера — донести до людей правду, пусть неудобную властям. Ради этого я вместе с солдатами федеральных войск иду на передовую, фиксируя каждый момент. А спустя два-три часа пробираюсь к боевикам и снимаю оттуда. Самые страшные, но реальные кадры вы увидели благодаря мне и моим коллегам. Для нас, стрингеров, нет запретных зон.— Стрингер Виталий Агеев
Этот термин является профессиональным жаргонизмом. Обычно в новостях личность репортеров-фрилансеров не раскрывается. Объём работы таких журналистов обычно никак не ограничивается, они не получают определённый оклад. Стрингеры получают зарплату за каждый отдельный материал, предоставленный информационному агентству. Объём заработка стрингера зависит не только от количества снимков или длины репортажа, но и от важности освещённых событий и уровня опасности, которой он себя подвергает. Таким образом, доходы такого журналиста целиком зависят от его инициативы и зачастую превышают доходы его «штатных» коллег.

## В России
В России стрингеры появились в конце 1980-х. После снятия цензуры и поднятия железного занавеса немногие иностранные журналисты могли приехать в Советский Союз, появились инициативные молодые журналисты с фото- и видеокамерами, готовые вести репортажи из горячих точек. Стрингеры того времени внесли серьёзный вклад в освещение событий в Афганистане, Нагорном Карабахе, Фергане, Тбилиси, Чечне, Приднестровье. Именно они передавали сведения и репортажи о войне без прикрас и личного мнения — лишь сухие факты и ужасающие фотографии и видеокадры.
Вот как описывает свою работу известный российский стрингер Эдуард Джафаров:

Стрингер — это профессионал, который может выполнить абсолютно любую работу и получает за это приличные деньги. Все остальные — мальчишки, внештатники. Стрингеру можно доверить самое ответственное задание, и он никогда не сорвет его. Например, надо отправить журналиста в Афганистан, но чтобы через три дня он вышел в прямой эфир или вернулся с фотографиями. Мальчишка может не вернуться, потому что не будет самолёта или ещё что-то произойдет. А это значит, что компания пролетит с прямым эфиром. Стрингер никогда такого не допустит. Если нет самолёта, разыщет начальника аэропорта, договорится, в крайнем случае зафрахтует самолёт, но к назначенному сроку вернется. У любого профессионального стрингера, я их называю «волки», есть такая заветная книжица, в которой записаны все телефоны начальников аэропортов, диспетчеров, механиков, пилотов, депутатов и генералов, чиновников из правительств, даже таксистов и их жен. Я знаю привычки каждого, каждому я могу заплатить денег или купить какую-то дорогую вещь, чтобы он мне помог. Поэтому стрингер ещё и богатый человек, который может потратить кругленькую сумму ради службы— Стрингер Эдуард Джафаров
На сегодняшний день в российской журналистике широко используются материалы, предоставленные стрингерами. Зачастую стрингерами становятся простые очевидцы событий, находящиеся в нужное время в нужном месте. В частности, одним из первых российских новостных порталов, использовавших материалы очевидцев, был lifenews. Многие информационные телеканалы запустили специальные проекты для свободной публикации видео- и фотоматериалов. Так телеканал Russia Today запустил проект RUPTLY, c помощью которого люди получили возможность публиковать актуальные фото и видео и получать за это вознаграждение. Телеканал НТВ запустил проект «Стрингеры НТВ», где люди тоже получили возможность сообщать о проблемах своего города, снимая фото и видео. За последние несколько лет вклад стрингеров в российских новостях стал особенно значим, поскольку именно благодаря им стали широко распространяться репортажи из горячих точек, таких как конфликт на Украине.

## В Соединённых Штатах Америки
Профессия чрезвычайно развита в США, где многие важные события освещаются именно стрингерами. За последние десять лет количество американских информационных агентств, имеющих в штате журналистов, работающих за рубежом, значительно сократилось. Стабильно поддерживают количество штатных журналистов за рубежом только такие издания как Washington Post, New York Times, Los Angeles Times и Journal. Поддерживать иностранные отделы для многих изданий становится слишком затратно, и в стремлении сэкономить они урезают бюджет и сокращают журналистов, работающих за рубежом. Однако, в новостях все равно можно увидеть значительное количество съёмок с мест актуальных событий. Нехватку сообщений от штатных журналистов полностью покрывают стрингеры, как правило, из числа местного населения. В таком случае суперстрингер — это журналист-фрилансер, продолжительно и на постоянной основе сотрудничающий с одним или несколькими информационными агентствами. В прошлом веке такие журналисты впоследствии становились штатными сотрудниками агентств, однако сейчас, в эпоху интернета, все большее количество журналистов остаются суперстрингерами.

## Риски
Работа стрингеров почти всегда сопряжена с большими рисками. Такие журналисты в большинстве случаев работают индивидуально и несут ответственность за свою жизнь. Их главная задача — как можно быстрее попасть на место актуальных событий и снять наибольшее количество материала. Именно поэтому журналисты часто попадают в плен, в заложники и становятся жертвами несчастных случаев. Многие стрингеры становятся жертвами террористов и военных действий в таких странах, как Афганистан, Ирак и Сирия.

## Критика
В связи с широким распространением и ростом популярности стрингеров во всем мире встал вопрос о ценности и качестве предоставляемых ими материалов. При условии, что у стрингеров нет привычного начальства, их материалы не всегда полностью отвечают ключевым критериям — объективности, точности, непредвзятости. Многие журналисты отмечают тот факт, что стрингеры не несут полной ответственности за собранный материал, а значит, не осознают, к каким последствиям может привести тот или иной репортаж. Некоторые задаются вопросом — какой статус приобретают профессиональные журналисты на сегодняшний день, если теперь каждый очевидец может стать репортёром. В условиях постоянного сокращения штатов иностранных журналистов скорость передачи информации растёт благодаря интернету и средствам связи, а профессионализм и качество такой информации стремительно снижается. Телерепортажи зачастую предстают поверхностными обзорами и не так глубоко освещают события, не придавая значения сопряженным событиям и фактологии. Также стрингеров нередко критикуют за их желание снять войну такой, какая она есть, без купюр. Многие полагают, что стрингеры наживаются на войнах и чужом горе в погоне за лёгкими деньгами.

## В кинематографе
- «Стрингер» (1998) — художественный фильм совместного производства России и Великобритании с Сергеем Бодровым в главной роли.
- «Стрингер» (2001) — документальный фильм известного российского стрингера Эдуарда Джафарова.
- «Светские хроники» (2002) — 4-серийный художественный фильм Валерия Зеленского и Андрея Кузнецова с Владиславом Галкиным в главной роли.
- «Стрингер» (2014) — фильм, номинированный на «Оскар», с Джейком Джилленхолом в главной роли.

## Известные стрингеры
- Эрих Мария Ремарк
- Эрнест Хемингуэй
- Питер Грегг Арнетт
- Эдуард Джафаров
- Халед Аль-Хатыб